# Estación Runciman
Runciman era una estación ferroviaria que se ubicaba en el departamento General López, en la provincia de Santa Fe (Argentina).
Se encuentra a 172 km al suroeste de la ciudad de Rosario (provincia de Santa Fe).

## Historia
Su construcción finalizó en 1910 a cargo del Ferrocarril Rosario a Puerto Belgrano.

## Origen del nombre
La estación recibió su nombre como homenaje al cabildero británico Walter Runciman (1870-1949), que el 1 de mayo de 1933 firmó con el vicepresidente de Argentina, Julio Argentino Roca hijo (1873-1942), el pacto Roca-Runciman, un acuerdo de comercio internacional. Por ese pacto, el vicepresidente Roca comprometió a la Argentina a venderle carne al Reino Unido a un precio menor al de los propios proveedores de la Mancomunidad británica, importar toda clase de productos con exención arancelaria (lo que arruinó a la pequeña industria nacional), crear el Banco Central de la República Argentina ―con capitales y funcionarios británicos― como punta de lanza de los negociados británicos, y le otorgó al Reino Unido el monopolio absoluto de los medios de transporte de la Argentina. La lucha del senador Lisandro de la Torre (1868-1939) en contra del pacto Roca-Runciman degeneró en el asesinato de su compañero de banca, el senador Enzo Bordabehere (1889-1935), y el suicidio de De la Torre, cuatro años después.